# Кардица (дим)
Карди́ца (греч. Δήμος Καρδίτσας) — община (дим) в Греции. Входит в одноимённую периферийную единицу в периферии Фессалия. Население 56 747 человек по переписи 2011 года. Площадь общины 647,387 квадратного километра. Плотность 87,66 человека на квадратный километр. Административный центр — Кардица. Димархом на местных выборах в 2014 году избран Фотиос Алексакос (Φώτιος Αλεξάκος).
Община создана в 1883 году (ΦΕΚ 126Α), в 2010 году (ΦΕΚ 87Α) по программе «Калликратис» к общине присоединены упразднённые общины Камбос, Итамос, Калифонион и Митрополис.

## Административное деление

Административное деление общины:
1 — Кардица
2 — по часовой стрелке сверху: Камбос, Калифонион, Итамос, Митрополис

Община (дим) кардица делится на пять общинных единиц. В состав дима входит село Керасея.